# Серогрудая белоглазка
Серогрудая белоглазка (лат. Zosterops everetti) — вид воробьиных птиц из семейства белоглазковых (Zosteropidae). Видовое название дано в честь британского колониального администратора и коллектора зоологических образцов Альфреда Харта Эверетта.

## Распространение
Обитают на островах Талауд и Филиппинах. Живут в вечнозелёных лесах, на плантациях и в кустарниках на высотах до 1000 м.

## Описание
Длина тела 11—11,5 см; масса 7,8—12 г. Верхняя часть тела оливково-зелёная, горло ярко-жёлтое, как и подхвостье. Самцы и самки выглядят одинаково.

## Охранный статус
МСОП присвоил виду охранный статус «Вызывающие наименьшие опасения» (LC).